# Illettrisme au Québec
Pour un article plus général, voir Illettrisme.
Des études réalisées sur l'illettrisme au Québec indiquent que 19 % des Québécois sont illettrés et qu'une proportion encore plus importante (34,3 %) de Québécois sont des illettrés fonctionnels, c'est-à-dire qu'ils ont des habiletés de base en lecture mais qu'ils n'ont pas acquis les compétences nécessaires pour lire des textes complexes, des compétences pourtant requises dans une économie développée du XXIe siècle.

## Mesures des compétences en littératie
L'analphabétisme ne désigne plus seulement le fait de ne pas avoir des compétences minimales requises en lecture, écriture et à compter mais plutôt la présence de ces faiblesses chez un individu, qui sont pour lui, un frein à son intégration sociale.
Selon le PEICA (Programme pour l’évaluation internationale des compétences des adultes, anciennement connu sous l’appellation EIACA (Enquête internationale sur l’alphabétisation et les compétences aux adultes) présente la littératie ainsi : « […] la signification du terme [littératie] s’est élargie pour englober une gamme de connaissances, de compétences et d’habiletés qui ont trait à la lecture, aux mathématiques, aux sciences, et plus encore » Toutefois, la littératie est se centre sur deux compétences, soit la compréhension de textes suivis et la compréhension de textes schématiques.
Le PEICA schématise les compétences en littératie selon une échelle de niveau de 1 à 5 :
- Le niveau 1 correspond à de très faibles compétences.
- Le niveau 2 présente de faibles compétences.
- Le niveau 3 est considéré comme le niveau minimal requis afin de comprendre et utiliser l’information contenue dans des textes continus. On considère comme souhaitable d’atteindre ce niveau[3].
- Les niveaux 4 et 5 présentent un taux de compétences élevés en littératie.

## Résultats pour la population québécoise
Le PEICA indique que 51 % de la population québécoise des 16 à 65 ans a atteint ou dépassé le seuil minimal jugé nécessaire en compréhension de textes suivis. Ce taux descend à 49 % lorsqu’on analyse la compréhension de textes schématiques et à 47 % en numératie. Proportionnellement, on remarque chez les Québécois un plus faible niveau de littératie que dans le reste du Canada. La population des 16-25 ans présente un plus haut taux de littératie que ses ainés. Toutefois, il semblerait que le sexe des répondants ne présente que peu d’incidence dans les résultats présenté par le PEICA.
On dénote une causalité importante entre la littératie et la littératie numérique. En effet, plus un individu utiliserait des devis technologiques, plus ses compétences en littératie en seraient augmentées. De plus, 77 % de la population adulte québécoise indique lire sur une base régulière les journaux et plus de la moitié de la population indique aussi lire des magazines sur une base quotidienne. Néanmoins, seulement 36 % de la population indique lire des livres. On remarque que les Québécois anglophones fréquentent plus les bibliothèques publiques que ne le font leurs compatriotes francophones.

## Facteurs ayant une incidence importante sur le niveau de littératie des Québécois
Plusieurs facteurs semblent avoir une incidence importante sur le niveau de littératie des Québécois. Le niveau d’éducation d’un individu corrèle directement sur le niveau de littératie de l’individu. Comme la population québécoise se divise entre francophones et anglophones, une disparité se constate face à la littératie. En effet, un plus haut taux d’anglophones atteint le niveau requis en littératie face aux francophones. Néanmoins, ceci découlerait du plus haut taux d'obtention d'un diplôme d'études secondaires chez les anglophones que chez les francophones. Il ne semble y avoir que peu de disparité entre les francophones et anglophones de même scolarité. Le taux d’immigration et le nombre de nouveaux arrivants n'auraient toutefois que peu d’influence sur l’augmentation des cas d’analphabétisme québécois, considérant la nécessité de posséder un certain niveau linguistique relativement à un taux de scolarisation plus élevé requis afin d’immigrer au Québec.

## Actions des bibliothèques publiques québécoises pour favoriser la littératie
Dès leurs fondations, les bibliothèques québécoises ne se sont pas développées équitablement entre les francophones et anglophones. En effet, sous le joug de l’Église catholique, le développement des bibliothèques publiques québécoises fut lent. Par crainte de transmission d'idées moins orthodoxes, les conservateurs québécois, tels que Maurice Duplessis, ne contribuent pas à l'établissement de bibliothèques publiques à travers la province, malgré les recommandations provenant autant des intellectuels québécois, comme le journaliste Roger Duhamel du journal Le Devoir. Dès 1943, ce dernier proclamait l'importance des bibliothèques publiques pour la nation québécoise: « La nécessité d'un système n'est plus à démontrer. Il est d'ores et déjà connu que la grande majorité des liseurs n'ont pas les ressources pécuniaires suffisantes pour se procurer les ouvrages qui leurs et qu'ils doivent recourir aux institutions publiques pour assouvir leur honorable fringale. Dans ces conditions, les bibliothèques publiques sont, au premier chef, un service public essentiel dans tout pays civilisé ». Néanmoins, les bibliothèques publiques sont aujourd'hui reconnues comme partie intégrante des lieux d'apprentissage tout au long de la vie des individus.